# Los Serrano
Los Serrano è una serie televisiva spagnola andata in onda a partire dal 2003 e trasmessa settimanalmente sul canale spagnolo Telecinco. Narra le vicende della famiglia Serrano, che vive nella Ronda de Santa Justa n. 133, situata nel quartiere fittizio di Santa Justa, nella Ribera del Manzanares di Madrid. La famiglia gestisce la taverna 'Fratelli Serrano'.
Dal suo esordio, fu uno dei maggiori successi della rete, essendo il programma più visto nel 2004 e mantenendo regolarmente la leadership della audience nella sua fascia oraria. Oltre al sostegno del pubblico, la serie ha ricevuto anche vari premi, tra i quali il premio Ondas come la migliore serie spagnola.

## Descrizione
La serie inizia con il matrimonio tra Diego Serrano e Lucía Gómez. Diego è un vedovo, padre di tre figli (Marcos, Guille e Curro) e gestisce una taverna con suo fratello Santiago nel quartiere fittizio di Santa Justa a Madrid.
Lucía è professoressa, è divorziata ed è madre di 2 ragazze, Eva e Teté, con le quali si trasferirà da Barcellona a Madrid.
Durante la serie, i Serrano dovranno affrontare la convivenza con le donne, nasceranno conflitti e nuove relazioni, sia in casa che nella scuola Garcilaso.
Insieme a loro, la famiglia Martínez formata da Fiti, un meccanico amico di Diego, sua moglie Candela, direttrice della scuola e migliore amica di Lucía, e il figlio Raúl, amico stretto di Marcos. Marcos e Eva si innamorano nonostante i contrasti con la famiglia, anche se il padre Diego accusa Marcos di essere un incestuoso, ma alla fine Diego accetta la loro relazione. Appena è nata la loro figlia Chloé, i due si trasferiscono a Tolosa. Guille e Teté inizialmente si odiano ma col tempo iniziano a innamorarsi e iniziano una relazione, per poi lasciarsi, ma, appena Teté torna da Barcellona con suo padre dopo la morte della madre Lucia, si rimettono insieme per poi sposarsi. Diego poi dopo la morte di Lucía va da lei a scusarsi per non aver saputo mantenere la famiglia e si suicida.

## Episodi
La serie in Italia è inedita, in quanto il format spagnolo è stato poi prodotto e adattato in Italia nel 2006 da Mediaset, nella corrispondente serie televisiva I Cesaroni.
| Stagione         | Episodi | Prima TV Spagna | Prima TV Italia |
| ---------------- | ------- | --------------- | --------------- |
| Prima stagione   | 13      | 2003            | inedita         |
| Seconda stagione | 13      | 2003-2004       | inedita         |
| Terza stagione   | 19      | 2004            | inedita         |
| Quarta stagione  | 26      | 2005            | inedita         |
| Quinta stagione  | 26      | 2005-2006       | inedita         |
| Sesta stagione   | 27      | 2007            | inedita         |
| Settima stagione | 16      | 2007-2008       | inedita         |
| Ottava stagione  | 7       | 2008            | inedita         |

## Personaggi e interpreti
La serie riguardava in principio la famiglia Serrano, proprietaria della taverna Serrano, e la famiglia Martinez, titolare di un negozio e fortemente legata alla scuola Garcilaso de la Vega.

### La famiglia Serrano
- Diego Serrano Moreno, interpretato da Antonio Resines.
Gestore della taverna, cinquantenne, appassionato di calcio, padre vedovo di tre figli maschi. Ossessionato dall'idea di mantenere la pace in famiglia a tutti i costi, e all'occasione abbastanza malpensante, ha un suo modo particolare di vedere le cose, quello che lui chiama sguardo torbido. Quando muore Lucia, soffre sconcertato, ma negli ultimi episodi soffre il dilemma della scelta tra Ana e Celia, sulla quale alla fine ricade la scelta. Alla fine decide di suicidarsi buttandosi da un ponte, dato che ha fallito nel compito di mantenere la famiglia unita.
- Lucia Gómez Casado, interpretata da Belén Rueda.
Professoressa di spagnolo, il suo primo amore fu Diego. Successivamente si trasferì a Barcellona e si sposò con Sergi Capdevila, un imprenditore di Barcellona, e insieme ebbero due figlie. Dopo 17 anni divorziarono e per caso forò una ruota mentre guidava verso la casa di sua madre, a Santa Justa, e Diego l'aiutò a ripararla. A quel punto decisero di recuperare il tempo perduto e si sposarono nel 2003. Lei e le figlie traslocarono nella casa dei Serrano ma per qualche assurda ragione non pensarono neppure a far conoscere i rispettivi figli, trovandosi a vivere tutti insieme senza essersi mai visti prima. È la più conciliante all'interno della casa, nonché molto paziente di fronte ai problemi e alle paranoie di Diego. Muore inaspettatamente a causa di un incidente all'ingresso dell'ospedale in cui si reca per vedere il figlio appena nato di Santi e Lourditas.
- Marcos Serrano, interpretato da Fran Perea.
Quando inizia la serie ha 17 anni, ed è l'attaccante della squadra Santa Justa FC, dove gioca con il suo miglior amico Raúl Martínez. È un incorreggibile romantico, gli piace comporre canzoni con la chitarra ereditata da sua madre, e cerca di sfondare sul mercato discografico. Innamorato della sua sorellastra Eva, dopo molti problemi familiari e dopo essere stato accusato da suo padre di essere incestuoso, avvia una relazione con lei che, dopo un'infinità di alti e bassi e la convivenza a Barcellona, lo porta quasi al matrimonio, abbandonandolo sull'altare. Vive a Tolosa con Eva, che studia psicologia, ed entrambi i genitori di tanto in tanto tornano a visitare la famiglia.
- Eva Capdevila Gómez, interpretata da Verónica Sánchez.
È la maggiore delle figlie di Lucia e all'inizio della serie ha 17 anni. Amante della poesia e della letteratura, inizialmente non riesce ad inserirsi né nella casa dei Serrano, né a Madrid. Usciva con Joan Manuel, un musicista hippy con cui poi si lasciò. Successivamente inizia una breve relazione con Raul e, più avanti, una profonda e conflittuale relazione con il fratellastro Marcos, piena di alti e bassi e problemi familiari. Successivamente trasloca prima a Barcellona, poi a Tolosa con Marcos, dove studia psicologia.
- Guillermo "Guille" Serrano, interpretato da Víctor Elías. È il secondo figlio di Diego, all'inizio della serie ha 11 anni, è il più teppista e beffardo con il gusto di fare brutti scherzi. A scuola è il capo di una band formata da Boliche, Mustafá, Valdano e Bruno, poi DVD. Si innamora profondamente della sua sorellastra Teté, che all'inizio odiava a morte rinnegando il fatto di essere suo fratellastro, ma dopo alcuni malintesi lei decide di terminare la relazione. Di ritorno dalle sue vacanze del 2007 in cui visita suo fratello a Tolosa, conosce Sandrine, e fugge con lei in Marocco, dove vivono come hippy. Suo padre lo riporta a Santa Justa e poi lei lo lascia. Alla fine della settima stagione confessa a Teté il suo amore ricordando, attraverso dei post-it, tutte le tappe della loro relazione. Ha dimostrato una grande evoluzione, maturando molto dall'inizio della serie. Alla fine si sposa con Teté.
- María Teresa "Teté" Capdevila Gómez, interpretata da Natalia Sánchez. Sorella minore di Eva, all'inizio della serie ha 11 anni. Va a scuola con Guille e la sua migliore amica è Jolanda. È abbastanza impetuosa nonché attraente anche per i ragazzi più grandi, dato che usciva con Richi, un ragazzo delinquente, ed è innamorata di Guille, con cui uscì per una stagione per poi lasciarlo per un malinteso con il suo amico DVD. Andò a vivere poi con suo padre a Barcellona dopo la morte di sua madre, ma per poco tempo. Ritorna disposta a recuperare il suo ex ragazzo Guille, ma lui ha una nuova relazione con Sandrine, che la rende gelosa. Alla fine della settima stagione si rimette con Guille, confessando il suo amore attraverso una lettera, per poi sposarsi.
- Francisco "Curro" Serrano, interpretato da Jorge Jurado.
il beniamino della famiglia, narra e introduce ciascun episodio dal suo punto di vista infantile. È un ragazzo timido, simpatico, amabile e sensibile, all'inizio della serie ha 8 anni.
- Doña Carmen Casado, interpretata da (Julia Gutiérrez Caba.
Madre di Lucía e nonna di "tutti", è una vedova che ha trovato nella famiglia un appoggio incondizionato, aiutando e facendo da paciere all'interno della stessa. Anche se non condivide le idee e i modi di Diego e Santiago, sente un profondo affetto verso di loro. Ebbe una relazione con Francisco Serrano. Quando era sposata, suo marito aveva relazioni con la domestica, che chiamava Mi Gitana.
- Francisco Serrano Moreno, interpretato da Alfredo Landa.
Il primogenito della famiglia, fratello molto maggiore di Santi e Diego. Emigrato in Messico, per più di trent'anni non ha avuto contatti col resto della famiglia. Dopo il suo ritorno in Spagna, cerca di ingannare la famiglia raccontando incredibili storie sulla sua carriera di matador e come uomo d'affari, incantando tutti tranne Santiago, il quale sa che sono tutte menzogne. Ebbe un figlio, Dieguito, con una vedette cubana. Seduce Carmen, con la quale ha una relazione a scopo di lucro. Dopo essere stato rimproverato da Santi e successivamente perdonato, decide di tornare in Messico.
- Chloé Serrano Capdevila.
È la figlia di Eva e Marcos.

### I Serrano-Salgado
- Santiago Serrano Sanz, interpretato da Jesús Bonilla.
È il fratello maggiore di Diego e socio della taverna oltre ad essere presidente della Santa Justa F.C. si è sposato a 40 anni e gestisce insieme al fratello la taverna Serrano, idolatra il padre scomparso e lo considera il suo modello da seguire. È taccagno, solitario e brontolone, la sua più grande paura nella vita è restare solo. Si è sposato con Lourdes, la professoressa di religione della scuola media Colegio Garcilaso, e dopo molti problemi, dovuti alle cattive abitudini alimentari di Santi, hanno concepito un bambino. Lo stesso giorno, Santi, a causa di alcuni investimenti sbagliati in borsa, ha perso il capitale della taverna Serrano, che viene comprata da Emilia, la quale assume Santi e Diego come camerieri. Nell'ultima stagione nasce il suo secondo figlio, una bimba.
- María Lourdes "Lourditas" Salgado, interpretata da Goizalde Núñez.
È la professoressa di religione della scuola media, che si sposerà poi con Santiago. È molto buona con i bambini e questo fa sì che la prendano continuamente di mira per i loro scherzi. A causa della sua profonda fede e della rigida educazione impostale dalla madre, è molto timida con gli uomini e nonostante esca con Santiago dall'inizio della serie, non concludono nulla, ma anzi, in seguito alla delusione amorosa è stata addirittura sul punto di farsi suora. Lei e Santiago hanno avuto un bambino che hanno chiamato Santiaguín e nell'ultima stagione è nata la loro secondogenita.
- Doña Adela, interpretata da María Alfonsa Rosso.
È la madre di Lourditas rimasta vedova. È molto possessiva con sua figlia che ha cresciuto secondo una morale rigidissima, cosa che ha creato alla ragazza non pochi problemi al momento di consumare il matrimonio. Odia ed è a sua volta odiata dal genero Santiago con il quale litiga ogni volta che lo incontra.
- Santiago "Santiaguín" Serrano Salgado.
Il figlio di Santiago e Lourditas.

### I Martínez
- Fructuoso Guillermo "Fiti" Martínez Carrasco-Lavín, interpretato da Antonio Molero.
È il miglior amico di Diego ed ha la sua stessa età, meccanico di professione, abbastanza spericolato, fantasioso ed eccentrico. Era profondamente innamorato della moglie Candela ed è originario della città di Murcia. È un uomo abitudinario, di solito trascorre le giornate nella taverna bevendo e mangiando tapas senza pagare. Il giovedì andava sempre a mangiare al cinese con sua moglie, abitudine che adesso porta avanti con il figlio Raúl. I suoi migliori amici sono Santi e Diego che coinvolge sempre nei suoi sospetti coniugali nei suoi ambiziosi piani e deliri di grandezza (come quando ha creduto di essere parente di un marchese). Questi sospetti l'hanno condotto a innumerevoli litigi con i suoi amici e con la moglie, dalla quale è stato separato un paio di volte ritrovandosi sul punto di suicidarsi. Dopo la separazione definitiva ha abbandonato la casa e la famiglia, si è sistemato a casa dei Serrano e ha venduto l'officina per 100 milioni delle antiche pesetas che ha investito poi in borsa raddoppiando il suo capitale. Ha incitato Santi a giocarsi la taverna in Borsa, attraverso un'impresa finanziaria fantasma, e facendo cadere lui e Diego in bancarotta. Lui stesso si è rovinato comprando in Messico un hotel che stava per essere demolito. Dopo la separazione, non è voluto tornare a casa sua, così che Raúl e Fiti hanno vissuto un anno a casa Serrano dormendo insieme nel divano-letto del salotto. Dopo che i fratelli Serrano hanno ricomprato la taverna, trova un lavoro come meccanico in un'officina ed in seguito riaprirà, insieme al figlio, un'officina che chiamerà Fiti & son. Nell'ultima stagione si ricongiunge alla moglie Candela.
- Raúl Martínez Blanco, interpretato da Alejo Sauras.
Il miglior amico di Marcos, è un ragazzo ossessionato dalle donne ed eccentrico come suo padre. Va male a scuola, ha provato a giocare nel Real Madrid, a diventare bassista o modello. Prima si è innamorato ed ha avuto un flirt con Eva, poi con la miglior amica di lei, África. È più sensibile di quanto dimostri anche se infedele per natura. Il suo debole per le donne gli ha causato grossi problemi con África con la quale si è lasciato e rimesso insieme innumerevoli volte. Ha avuto tantissimi lavori nei quali non ha mai brillato: tra questi, nella scuola media come bidello, in un'agenzia di recupero crediti, o come stagista nell'officina dove lavorava suo padre. È stato il padre di un bambino di nome Adrián, la cui madre, dopo averlo scioccato con la notizia ed aver lasciato il figlio alle sue cure, se l'è portato negli Stati Uniti. Ora ha in gestione un'officina assieme al padre e nell'ultima stagione torna con África.
- María Asunción "Choni" Martínez Carrasco, interpretata da Pepa Aniorte.
È la sorella di Fiti, che torna a Santa Justa per prendersi cura di Fiti, dopo la separazione con Candela. Ha dedicato la sua vita ad essere cantate di orchestre per matrimoni ed ha un forte accento murciano. È chiacchierona, paesanotta, innamorata e fan della menta piperita. Si è sistemata a casa dei Serrano, quando Diego e Lucía si sono separati, e si è innamorata di Diego (senza che lui volesse). In seguito ha avuto una relazione con José Luis, il fratello di Lourditas, con il quale ha finito per sposarsi. Lavora come bidella nel Colegio Garcilaso e nell'ultimo capitolo si riconcilierà con suo marito dopo il tradimento con Nachos.
- José Luis Salgado, interpretato da Javier Gutiérrez.
Conosciuto anche come Chiquitín o Josico (come lo chiama Choni), è il fratello "universitario" di Lourditas. Arriva da Salamanca fuggendo dai suoi creditori, ed andrà ad abitare a Santa Justa dopo che Santi gli salderà il debito, a condizione che non faccia più soffrire sua sorella. Dopo una relazione tempestosa con Choni, i due si sposano. Aiuta a ricomprare la taverna di cui sarà nuovo socio.

### La band di Guille e Teté
- José María Bellido, "Boliche", interpretato da Andrés de la Cruz.
Il rotondo e obeso miglior amico di Guille.
- David Borna, interpretato da Adrián Rodríguez.
Meglio conosciuto come DVD, è un ragazzo appassionato di informatica, di break dance e di hip hop. Forma insieme a Boliche, Teté e Guille il gruppo Santa Justa Klan
- Matías Scobich, "Valdano", interpretato da Juan Luppi.
Argentino, è uno dei migliori amici di Guille.
- Jolanda Bellido, interpretata da Sara López.
È la migliore amica di Teté e la sorella Boliche. Come suo fratello, è grassottella e come se non bastasse porta gli occhiali, motivo per il quale è complessata. È una ragazza idealista alla ricerca del suo primo amore; è innamorata di Valdano. Ha degli ottimi voti ed è l'obiettivo degli scherzi cattivi di Guille e dei suoi amici.

### Docenti della scuola Garcilaso
- Fernando González, interpretato da Ales Furundarena.
Conosciuto erroneamente da Diego, Santi e Fiti come Fermín. È lo psicologo della scuola e ha dato a Diego un'infinità di consigli affinché potesse aiutare la sua famiglia. È omosessuale, Diego e Santi cercano di restituirgli il favore, aiutandolo ad uscire allo scoperto e provando a far tornare l'ex compagno da lui. Fernando ha incitato Diego ad iniziare un corso di psicologia. Acquisisce maggiore importanza dalla quarta serie in poi e aiuta molto Diego, soprattutto dopo la morte di Lucia.
- Celia Montenegro, interpretata da Jaydy Michel.
La professoressa di inglese. Nata in Messico, ed educata in Europa. È una giovane donna dolce e raffinata, in passato è stata una grande stella delle telenovelas messicane ed è l'ex moglie di un famoso scrittore brasiliano. Una volta arrivata a Madrid alla scuola Garcilaso, diventa amica di Choni e si innamora, ricambiata, di Diego. La loro relazione procede tra alti e bassi, in quanto, almeno all'inizio, Diego non riceve l'approvazione dei figli, in particolare di Teté, la quale pensa che Diego si sia dimenticato di Lucia.
- África Sanz, interpretata da Alexandra Jiménez.
Figlia di un poliziotto, è stata la ragazza ufficiale di Raúl e la miglior amica di Eva. Ora lavora nella scuola Garcilaso come insegnante di danza. Ha chiuso definitivamente con Raúl dopo che si è scoperta la sua relazione segreta con Manu. In seguito resta incinta di Gael, il fratello minore di Celia ma nell'ultima serie decide di tornare con Raúl.
- Ana Blanco, interpretata da Natalia Verbeke.
Sorella minore di Candela e cognata di Fiti, arriva alla scuola attirandosi le antipatie di tutti, tranne di Africa, che diventa presto sua intima amica. Col passare del tempo si innamora di Diego ma viene poi "sconfitta" da Celia, per poi fuggire da Santa Justa, dopo una notte di passione con Fiti, segretamente innamorato di lei.
- Gael Montenegro, interpretato da Michel Gurfi.
È il fratello minore di Celia. Arriva a Madrid all'inizio della settima serie e diventa l'insegnante di musica del Garcilaso. Ha subito un forte scontro con Africa e nel tentativo di riappacificarsi, i due finiscono a letto insieme e Africa rimane incinta.

## Prodotti derivati dalla serie

### Musica
Il fenomeno mediatico della serie ha lanciato nel mondo della musica Fran Perea, il protagonista che ha cantato 1 más 1 son 7 per la sigla dei titoli di testa ed ha in seguito registrato il pezzo presso la casa discografica Dos, facendone il suo primo singolo e diventando l'idolo delle ragazzine. Anche il gruppo El Sueño de Morfeo si è fatto conoscere attraverso la serie grazie alla voce di Raquel de Rosario che ha recitato per qualche tempo il ruolo di Rachel, la ragazza di Marcos. In seguito all'abbandono della serie da parte di Fran Perea, è stato creato il gruppo Santa Justa Klan (SJK), formato dai personaggi di Boliche, DVD, Guille e Teté (interpretati dagli attori Adrián Rodríguez, Andrés de la Cruz, Víctor Elías e Natalia Sánchez che ha inciso due dischi.

### Rivista SJK
In seguito al successo del gruppo SJK, nel febbraio 2006 la Panini ha creato la rivista mensile per ragazzi SJK.

## All'estero
La serie originale è stata trasmessa in: Uruguay, Francia, Cile, Slovenia, Bosnia ed Erzegovina, Montenegro, Macedonia, Romania, Russia, Messico, Finlandia e Polonia.
Il format è stato acquistato da diverse nazioni, che hanno prodotto autonomamente le proprie serie televisive ispirate all'originale della Spagna.
- Horákovi (Repubblica Ceca)
- I Cesaroni (Italia)
- Os Serranos (Portogallo)
- Eftychisménoi mazí (Ευτυχισμένοι μαζί) (Grecia)
- Ilk Askim (Turchia)
- Sinđelići (Синђелићи) (Serbia)